# Willi Boeckmann
Pour les articles homonymes, voir Böckmann.
Willi Boeckmann (né le 24 novembre 1910 à Teterow, Mecklembourg-Schwerin et mort le 28 juillet 1943 dans la région de Karachev, URSS) est un homme politique allemand (NSDAP).

## Biographie
Après avoir étudié au lycée de Rostock, Willi Boeckmann passe son Abitur en 1931. Il étudie ensuite l'économie à Rostock, Hambourg et Königsberg jusqu'en 1932/1933.
Boeckmann est un membre dirigeant du HJ depuis 1929; rejoint le NSDAP en juillet de la même année (numéro de membre 141 630). En 1930 il reprend le bureau de Gaufuhrer de l'Union Étudiante Socialiste nationale du Mecklembourg. En 1932, il devient chef de troupe de la troupe d'assaut et en 1933 chef d'état-major de la zone 1 (Ostland) des Jeunesses hitlériennes. Dans les années 1934/1935, Boeckmann agit comme chef d'état-major de la zone 8 (Basse-Saxe) avant d'être finalement nommé chef de la zone 1 (Ostland) du HJ en novembre 1935.
Du 29 mars 1936 jusqu'à sa mort en 1943, Boeckmann est député du Reichstag pour la 1re circonscription (Prusse-Orientale). Son mandat est ensuite poursuivi par Oskar Dobat (de) jusqu'à la fin de la guerre.
Boeckmann est mort au combat en juillet 1943.